# Criollos franceses de América

El criollo francés americano o kreyól es una lengua hablada en Antillas, Guyana, Florida, Louisiana y Haití. Está dividido en muchos dialectos y los más importantes son el luisiano y el haitiano. El criollo francés de América es una mezcla de oïl (antecesor del francés), lenguas africanas, apalache y otras lenguas amerindias. Tiene relación con el cajún y con el francés colonial.

## Criollo luisiano
Kréyol la lwizyàn (en francés créole louisianais) es el dialecto del criollo francés hablado en Louisiana y Florida (USA). Este dialecto tiene también un 2% de español y otro 2% de portugués.
Ejemplos de luisiano:
Los números también están en francés para compararlo.
| Número | Luisiano | Francés |
| ------ | -------- | ------- |
| 1      | un       | un      |
| 2      | dé       | deux    |
| 3      | trò/trwa | trois   |
| 4      | kat      | quatre  |
| 5      | cink     | cinq    |
| 6      | sis      | six     |
| 7      | sèt      | sept    |
| 8      | wit      | huit    |
| 9      | nèf      | neuf    |
| 10     | dis      | dix     |

Pronombres personales
| Español          | Luisiano                        | Francés |
| ---------------- | ------------------------------- | ------- |
| Yo               | mo                              | je      |
| Mí               | mwin                            | moi     |
| Tú               | to                              | tu      |
| Vos/Usted        | vou                             | vous    |
| Él               | li, sa                          | il      |
| Ella             | li, sa                          | elle    |
| Nosotros         | nou, nou-zòt (nous-autres)      | nous    |
| Vosotros/Ustedes | vou, zòt, vou-zòt (vous-autres) | vous    |
| Ellos            | yé                              | ils     |
| Ellas            | yé                              | elles   |

Saludos y expresiones:
| Español                  | Luisiano                                          | Francés                                               |
| ------------------------ | ------------------------------------------------- | ----------------------------------------------------- |
| Hola/Buenos días         | Bonjou                                            | Bonjour                                               |
| ¿Cómo estás?             | Konmen lé-zafè?                                   | Comment vont les affaires ?                           |
| ¿Cómo estás?/¿Qué haces? | Konmen to yê? Konmen ç'ap(é) kouri? Konmen ça va? | Comment allez-vous ? Comment vas-tu ? Comment ça va ? |
| Estoy bien, gracias.     | Çé bon, mèsi. Mo bien, mèsi.                      | Ça va bien, merci.                                    |
| Hasta luego.             | Wa (twa) pli tar.                                 | Je te vois (vois-toi) plus tard. (À plus tard.)       |
| Te quiero.               | Mo laimé twa.                                     | Je t'aime.                                            |
| Cuídate.                 | Swinn-twa.                                        | Soigne-toi. (Prends soin de toi.)                     |
| Buenos días (mañana).    | Bonjou.                                           | Bonjour.                                              |
| Buenas tardes.           | Bonswa.                                           | Bonsoir.                                              |
| Buenas noches.           | Bonswa. / Bonnwí.                                 | Bonne nuit.                                           |

### Literatura del luisiano
La oración del señor:
Nouzòt Popá, ki dan syèl-la

Tokin nom, li sinkifyè,

N'ap spéré pou to

rwayomm arivé, é n'a fé ça

t'olé dan syèl ; paréy si la tèr

Donné-nou jordi dipin tou yé jou,

é pardon nouzòt péshé paréy nou pardon

lê moun ki fé nouzòt sikombé tentasyon-la,

Mé délivré nou depi mal. 

## Criollo haitiano
El criollo haitiano (en Criollo haitiano: kreyòl ayisyen; en francés: créole haïtien), llamado haitiano o creol en la República Dominicana, es el idioma criollo hablado en Haití y por emigrantes haitianos en toda la zona del Caribe, principalmente en República Dominicana, Cuba, Florida y Bahamas; se extiende incluso hasta pequeños núcleos en Francia, Canadá, Ecuador, Colombia y Estados Unidos donde viven inmigrantes haitianos.
Está estructuralmente basado en el francés, pero mezclado con lenguas del África Occidental, como el wolof y algunas lenguas gbe. Muestra también influencias de otras lenguas africanas, como el fon, ewé, kikongo, yoruba e igbo. Tiene dos subdialectos: fablas y plateau.
El criollo haitiano evolucionó como un dialecto negro del francés, aunque ya estas dos lenguas no son inteligibles entre sí, por lo que es incorrecto referirse al habla haitiana como un dialecto del francés y sí un dialecto del creyolés.
Existen seis pronombres, uno para cada combinación de número y persona. No hay diferencia entre directos e indirectos. Algunos pronombres tienen un origen francés evidente, otros no.
| Persona/número | Criollo haitiano | Criollo haitiano | Francés               | GLOSA                          |
| Persona/número | Forma plena      | Forma corta      | Francés               | GLOSA                          |
| -------------- | ---------------- | ---------------- | --------------------- | ------------------------------ |
| 1/singular     | mwen             | je, moi, me      | 'yo, mí, me'          |                                |
| 2/singular     | ou (*)           |                  | tu, te, vous          | 'tú, te, usted'                |
| 3/singular     | li               | l‘               | il, elle, lui, le, se | 'él, ella, le, lo, se', etc.   |
| 1/plural       | nou              | n‘               | nous                  | 'nosotros, nos'                |
| 2/plural       | ou o nou         | n‘               | vous                  | 'vosotros, os, ustedes'        |
| 3/plural       | yo               | y‘               | ils, elles, eux       | 'ellos, ellas, los, les', etc. |

Ver más información sobre el dialecto haitiano aquí: https://es.wikipedia.org/wiki/Criollo_haitiano

### Literatura del haitiano
La posesión se indica añadiendo el poseedor después del poseído.
lajan li o lajan`l (su dinero)
fanmi mwen o fami'm (mi familia)
kay yo (su casa o sus casas)
papa ou o papa'w (tu padre)
chat Pierre (el gato de Pierre)
chèz Marie - (la silla de Marie)
zanmi papa Jean (el amigo del padre de Jean)
papa vwazen zanmi nou (el padre del vecino de nuestro amigo)

## Criollo guayano
El dialecto guayano es un lenguaje franco criollo hablado en la Guayana Francesa, y en menor grado, en Surinam y Guyana. Se asemeja al dialecto antillano, pero hay algunas diferencias léxicas y gramaticales entre ellos. Los antillanos generalmente pueden entender Guayana Francesa criolla, aunque las diferencias notables entre el creolés de la Guayana Francesa y los criollos del Caribe pueden causar algunos casos de confusión. Los difences consisten influencias más francesas y portuguesas de Brasil (debido a la proximidad de Brasil y presencia portuguesa en el país desde hace varios años.) Hay también palabras de origen amerindio y africano. Hay comunidades de Guayana en Surinam y Guyana, que siguen hablando el dialecto guayano. No se debe confundir con la lengua criolla de Guyana, con base en inglés, hablado en las inmediaciones Guyana.
Ejemplos del criollo:
| Guayano                                      | Francés                   | Español                  |
| -------------------------------------------- | ------------------------- | ------------------------ |
| Boujou /bonzu/                               | Bonjour                   | Hola/Buenos días         |
| Souplé /suː plɛ/                             | S'il vous plaît           | Por favor                |
| Mèsi /mɛsi/                                  | Merci                     | Gracias                  |
| Mo /mɔ/                                      | Moi, me, je               | Yo                       |
| To /tɔ/                                      | Toi, te, tu               | Tú                       |
| Li /li/                                      | Lui, le, il               | Él                       |
| Roun /ruːn/                                  | Un, une                   | Un                       |
| Eskuzé mo /esˈkuːzɛ mɔ/                      | Excusez-moi               | Perdón                   |
| Lapli ka tombe /laˈpliː ka tomb/             | Il pleut                  | Llueve                   |
| Jod-la a roun bel jou /zodˈla a ruːn bel zu/ | Aujourd'hui, il fait beau | Hoy hace un día precioso |
| Sa to fé? /sa tɔ fɛ/                         | (Comment) ça va?          | ¿Cómo estás?             |
| Anne a mo manman /an a mɔ ˈmanman/           | Anne est ma mère          | Anne es mi madre         |
| Andy a to frè /andi a tɔ frɛ/                | Andy est ton frère        | Andy es tu hermano       |
| Li ka alé a laplaj /li ka alɛ a laˈplaz/     | Il va aller à la plage    | Él irá a la playa        |
| Mo pa mélé                                   | Je m'en moque             | No me importa            |